# Epic Games
Pour les articles homonymes, voir Epic.
Epic Games, anciennement Epic MegaGames (aussi connu sous le nom Epic), est un studio américain de développement et un distributeur de jeux vidéo basé à Cary, en Caroline du Nord. Le studio est détenu à 40 % par le géant chinois de l'internet Tencent mais le fondateur du studio, Tim Sweeney, conserve le plein contrôle du studio avec 51 % des actions.

## Historique
Fondé en 1991, Epic MegaGames sort la même année son premier jeu, ZZT. Les trois années suivantes, Epic sort les jeux Epic Pinball en 1993 (jeu de flipper développé par Digital Extremes) et deux jeux de plate-forme développés et édités par l'entreprise, Jazz Jackrabbit en 1994 et Jill of the Jungle en 1992.
En 1998, Epic MegaGames sort son premier jeu en 3D, Unreal. Le succès du jeu pousse la firme à développer et vendre son moteur, l'Unreal Engine puis à sortir une série de jeux fondés sur l’univers d'Unreal, les Unreal Tournament sur PC et Unreal Championship sur Xbox. Une suite, Unreal 2, voit aussi le jour en coopération avec Digital Extremes, qui a déjà collaboré sur Unreal et Unreal Tournament.
Entre 2002 et 2005, Epic commercialise quatre nouveaux jeux de la série Unreal : Unreal Championship, Unreal Tournament 2003 (originellement développé comme « Unreal Tournament 2 »), Unreal Tournament 2004, et Unreal Championship 2: The Liandri Conflict (développé sous le nom de code « UT2005 »). Si la série Unreal Tournament reste une exclusivité PC, les deux Unreal Championship sont commercialisés respectivement sur Xbox et Xbox 360. À l'exception de Unreal Championship 2, tous sont développés conjointement avec Digital Extremes.
Grâce à la nouvelle version de son moteur, Epic développe ensuite ses jeux majoritairement sur consoles : Gears of War sur Xbox 360 sorti en novembre 2006, et un an plus tard sur PC, Unreal Tournament 3 sur PlayStation 3, Xbox 360 et PC en 2007, Gears of War 2 sur Xbox 360 vers la fin de l'année 2008 et Gears of War 3 sur Xbox 360 en 2011, la licence Gears of War étant rachetée par Microsoft Studios en janvier 2014.
En août 2005, Epic annonce la version 4 de son UnrealEngine, dont les premières images et vidéos sont dévoilées en mars 2011, et le présente comme le successeur direct, autant dans l'aspect que dans le fonctionnement, de l'Unreal Engine 3.
Récemment[Quand ?], la sortie de jeux tels que Bulletstorm, développé en collaboration avec People Can Fly, est controversée en raison de sa violence[réf. nécessaire].
En juin 2012, une participation de 40 % dans Epic Games est acquise par Tencent pour 330 millions de dollars,.
Début octobre 2012, Cliff Bleszinski, le lead designer d'Epic Games, annonce son départ du studio. Il était un membre clef des franchises Unreal et Gears of War, et a au fil du temps obtenu une grande notoriété dans le milieu du jeu vidéo[réf. nécessaire].
Le 25 juillet 2017, Fortnite sort aux yeux du grand public et incorpore le mode joueur contre l'environnement, baptisé Sauver le monde. Deux mois plus tard est ajouté le mode battle royale, baptisé Battle Royale, qui permet à Fortnite et à Epic Games de gagner rapidement en notoriété. Dix mois après sa sortie, on recense 50 millions de joueurs. Fin 2018, le jeu franchit la barre des 125 millions de joueurs.
Le 6 décembre 2018, Epic lance l'Epic Games Store, une plateforme de distribution de contenu en ligne, en concurrence directe avec Steam. En mai 2019, Epic Games annonce l'acquisition du studio Psyonix, développeur de Rocket League et envisage de sortir le jeu dans sa plateforme de distribution de jeux vidéo en ligne. Durant les neuf premiers mois d'exploitation de cette nouvelle plateforme, le groupe dépense onze millions de dollars pour acheter les droits de distribution de jeux qu'il met gratuitement à disposition des utilisateurs de la boutique chaque semaine ; en comptant également les dépenses pour s'assurer de la présence exclusive de certains jeux sur l'EGS, Epic Games débourse 593 millions en trois ans, pour une part de marché de 15% en 2021.
En août 2020, Epic Games annonce avoir réalisé une levée de fonds de 1,78 milliard de dollars, parmi lesquels 250 millions d'euros proviennent de Sony.
En avril 2021, Epic Games réalise une nouvelle levée de fonds, récoltant 1 milliard de dollars. Sony y contribue à hauteur de 200 millions d'euros, détenant désormais 1,5 % du capital de l'entreprise.
Le 30 avril 2021, Epic Games rachète ArtStation, un marché en ligne destiné aux artistes professionnels,.
Le 2 mars 2022, Epic Games fait l'acquisition de Bandcamp, magasin de musique en ligne sans DRM.
En septembre 2023, la direction d'Epic Games annonce une importante réorganisation, en prévoyant de licencier 16% de ses effectifs, soit 870 personnes. Une enquête de Canard PC voit de nombreuses raisons à ce besoin d'une restructuration financière : la création « à fonds perdus » de l'EGS pour tenter d'établir un concurrent à Steam ; la guerre frontale contre Apple et Google, baptisée en interne Project Liberty, qui coûte à l'entreprise plusieurs centaines de millions de dollars en frais de justice et l'empêche de commercialiser son jeu Fortnite sur les plateformes de ses concurrents ; et la perte de 520 millions de dollars en amende et en remboursements, pour l'utilisation illégale de données personnelles de ses utilisateurs et pour des interfaces délibérément trompeuses conduisant à des achats involontaires. Le magazine relève cependant que les excellents résultats commerciaux de Fortnite continuent d'apporter à son éditeur et développeur 4 ou 5 milliards par an, auxquels s'ajoutent trois levées de fonds entre 2020 et 2022 qui apportent à l'entreprise 4,78 milliards de dollars supplémentaires. En novembre 2023, un cadre d'Epic Games révèle lors d'une procédure judiciaire que l'Epic Games Store fonctionne encore à perte.

## Procès intentés

### Procès contre Apple
En août 2020, Epic Games reproche à Apple de pratiquer un taux élevé (30 %) prélevé lors de l'achat sur la plateforme iTunes. Pour y remédier, le studio de développement de jeu propose alors à ses joueurs sur Apple de ne plus passer par iTunes, mais directement par son service (notamment sur l'achat de biens virtuels). En conséquence, Apple bannit de ses appareils les téléchargements de jeux appartenant à Epic Games, dont Fortnite, faisant perdre une part de marché importante au développeur de jeu. C'est dans ce contexte tendu que le studio publie sur Youtube, le 13 août 2020, une parodie de la publicité "1984" dans laquelle Epic Games annonce publiquement avoir "défié le monopole de l'App Store" ("Epic Games has defied the App Store Monopoly") et lance le hashtag "#FreeFortnite" pour que le jeu retrouve sa place sur l'App Store.
Le studio explique plus en détail sur une page dédiée les motivations de son combats et listes les procédures judiciaires déposées à l'encontre d'Apple.
Depuis, les deux entreprises sont engagées dans une bataille juridique.

### Procès contre Google
En octobre 2024, le juge fédéral américain James Donato donne raison à Epic Games dans son litige avec Google. Aux États-Unis et pour au moins 3 ans à compter du 1er novembre 2024, Google n’est plus autorisé à bloquer le téléchargement de l'Epic Games Store et des autres magasins d’applications tierces sur Android, et ils peuvent même être accueillis sur le Play Store. L'Epic Games Store devrait sortir en 2025 sur la boutique. Par ailleurs, les développeurs ne sont plus obligés de verser une commission de 30% à Google ou d’utiliser la facturation et la tarification de Google Play. L’entreprise multinationale ne peut d’ailleurs plus payer les développeurs pour lancer des applications en avance ou exclusivement sur le Play Store. Cette mesure concerne aussi les fabricants de smartphones et opérateurs téléphoniques qui préinstallent Google Play ou empêchent l'installation de boutiques rivales (dont l'Epic Games Store). Enfin, la firme ne doit plus empêcher les développeurs de rediriger leurs clients vers des options de paiements externes (où les 30% de commission ne s'appliquent plus). Google a aussitôt fait appel de cette décision, estimant que cette décision « nuir[a] aux consommateurs, aux développeurs et aux fabricants d'appareils américains ».

## Epic Games Publishing
En mars 2020, Epic Games annonce son souhait de devenir éditeur par le biais de sa structure Epic Games Publishing. Les trois principes de ce nouveau venu dans l'édition de jeux vidéo sont les suivants :
- la liberté créative absolue et pleine propriété ;
- les projets entièrement financés ;
- le partage 50/50 des bénéfices.

Trois studios ont pour le moment rejoint Epic Games et ont établi un partenariat :
- Remedy Entertainment (Finlande) ;
- Playdead (Danemark) ;
- genDESIGN (Japon).

## Filiales et Divisions
| Nom                                     | Rôle                                  | Emplacement                       | Fondé | Acquis | Réf.   |
| --------------------------------------- | ------------------------------------- | --------------------------------- | ----- | ------ | ------ |
| 3 Latéral                               | Numérisation de capture de mouvement  | Novi Sad, Serbie                  | 2008  | 2019   | [ 26 ] |
| Agog Labs                               | Moteurs de script de jeu              | Vancouver, Canada                 | 2013  | 2019   | [ 27 ] |
| Chair Entertainment                     | Développement de jeux vidéo           | Salt Lake City, États-Unis        | 2005  | 2008   | [ 28 ] |
| Cloudgine                               | Technologie de jeu basée sur le cloud | Edimbourg, Écosse                 | 2012  | 2018   | [ 29 ] |
| Cubic Motion                            | Animation faciale                     | Manchester, Angleterre            | 2009  | 2020   | [ 30 ] |
| Epic Games Berlin                       | Développement de jeux vidéo           | Berlin, Allemagne                 | 2016  | N / A  | [ 31 ] |
| Epic Games China                        | Développement de jeux vidéo           | Shanghai, Chine                   | 2006  | N / A  | [ 32 ] |
| Epic Games Cologne                      | Développement de jeux vidéo           | Cologne, Allemagne                | 2019  | N / A  | [ 33 ] |
| Epic Games Japan                        | Développement de jeux vidéo           | Yokohama, Japon                   | 2010  | N / A  | [ 34 ] |
| Epic Games Korea                        | Développement de jeux vidéo           | Séoul, Corée du Sud               | 2009  | N / A  | [ 35 ] |
| Epic Games Montréal                     | Développement de jeux vidéo           | Montréal, Canada                  | 2018  | N / A  | [ 36 ] |
| Epic Games Nouvelle-Zélande / Australie | Développement de jeux vidéo           | N / A                             | 2018  | N / A  | [ 37 ] |
| Epic Games Publishing                   | Édition de jeux vidéo                 | N / A                             | 2020  | N / A  | [ 38 ] |
| Epic Games Seattle                      | Développement de jeux vidéo           | Bellevue (Washington), États-Unis | 2012  | N / A  | [ 39 ] |
| Epic Games Stockholm                    | Développement de jeux vidéo           | Stockholm, Suède                  | 2018  | N / A  |        |
| Epic Games UK                           | Développement de jeux vidéo           | Sunderland, Angleterre            | 2014  | N / A  | [ 40 ] |
| Kamu                                    | Logiciel anti-triche                  | Helsinki, Finlande                | 2013  | 2018   | [ 41 ] |
| Life on Air                             | Développement d'applications mobiles  | San Francisco, États-Unis         | 2012  | 2019   | [ 42 ] |
| Psyonix                                 | Développement de jeux vidéo           | San Diego, États-Unis             | 2000  | 2019   | [ 43 ] |
| Quixel                                  | Photogrammétrie actifs                | Uppsala, Suède                    | 2011  | 2019   | [ 44 ] |
| Mediatonic                              | Développement de jeux vidéo           | Londres, Angleterre               | 2005  | 2021   |        |

### Ancien
| Nom                | Emplacement           | Fondé | Acquis | Cédé | Sort              | Réf.   |
| ------------------ | --------------------- | ----- | ------ | ---- | ----------------- | ------ |
| Impossible Studios | Baltimore, États-Unis | 2012  | -      | 2013 | Fermé             | [ 45 ] |
| People Can Fly     | Varsovie, Pologne     | 2002  | 2012   | 2015 |                   |        |
| Bandcamp           | Oakland, États-Unis   | 2008  | 2022   | 2023 | Vendu à Songtradr |        |

## Jeux développés
- ZZT (1991)
- Jill of the Jungle (1992)
- OverKill (1992)
- Ken's Labyrinth (en) (1993)
- Epic Pinball (1993)
- Jazz Jackrabbit (1994)
- One Must Fall: 2097 (1994)
- Extreme Pinball (1995)
- Fire Fight (1996)
- Jazz Jackrabbit 2 (1998)
- Unreal (1998)
- Unreal Tournament (1999)
- Unreal Tournament 2003 (2002)
- Unreal Championship (2003)
- Unreal 2 (2003)
- Unreal Tournament 2004 (2004)
- Unreal Championship 2: The Liandri Conflict (2005)
- Gears of War (2006)
- Unreal Tournament 3 (2007)
- Gears of War 2 (2008)
- Shadow Complex (2009)
- Epic Citadel (en) (2010)
- Infinity Blade (2010)
- Infinity Blade: Dungeons (2010)
- Bulletstorm (2011)
- Gears of War 3 (2011)
- Infinity Blade II (2011)
- Gears of War: Judgment (2013)
- Paragon (2016, 2018)
- Fortnite : Sauver le monde, Battle Royale (2017)
- Unreal Tournament (version en développement interrompue)
- Battle Breakers (2019-2022[46])